# Pseudorientalia
Pseudorientalia is een geslacht van weekdieren uit de klasse van de Gastropoda (slakken).

## Soort
- Pseudorientalia tzekovi Glöer & Georgiev, 2012